# Campagne (Dordogne)
Campagne – miejscowość i gmina we Francji, w regionie Nowa Akwitania, w departamencie Dordogne.
Według danych na rok 1990 gminę zamieszkiwało 281 osób, a gęstość zaludnienia wynosiła 20 osób/km² (wśród 2290 gmin Akwitanii Campagne plasuje się na 899. miejscu pod względem liczby ludności, natomiast pod względem powierzchni na miejscu 814.).